# Lachlathetes moestus
Lachlathetes moestus är en insektsart som först beskrevs av Hagen 1853.  Lachlathetes moestus ingår i släktet Lachlathetes och familjen myrlejonsländor. Inga underarter finns listade i Catalogue of Life.